# 순천 송광사 보조국사 감로탑
순천 송광사 보조국사 감로탑(順天 松廣寺 普照國師 甘露塔)은 전라남도 순천시 송광면 신평리, 송광사에 있는 고려시대의 승탑이다. 2001년 9월 27일 전라남도의 유형문화재 제256호로 지정되었다.

## 개요
송광사 설법전 오른쪽, 지금의 관음전 뒷뜰 언덕에 있는 불일 보조국사 지눌(1158∼1210)의 감로탑이다. 보조국사는 고려시대 송광사 16국사 가운데 제1세로 정혜결사를 일으킨 주인공이다. 당시 고려후기의 불교계에 새로운 정신개혁 운동을 전개한 선봉자로서 한 시대의 부패한 현실을 정의롭게 이끌고자 했던 종교지도자였다.
감로탑은 맨 아래에 2단의 정사각형 대좌를 놓고 그 위로 네귀퉁이에 각을 이룬 또 다른 대좌를 끼워 넣었는데, 이러한 형식은 매우 특이한 형식이다. 맨 아래 2단의 정사각형 대좌는 그 위에 있는 돌들과 석질이 다른 점으로 보아 1926년 이 탑을 해체복원하면서 새로 끼워 넣은 것으로 생각된다. 그 위에는 희미하게 연꽃무늬를 새긴 복련석이 몸돌을 받치고 있으며 그 위에 8각의 지붕돌과 머리장식이 올려져 있다.
이 감로탑은 보조국사가 고려 희종 6년(1210)에 열반하자 왕으로부터 ‘불일 보조국사’라는 시호와 ‘감로탑’이라는 탑호를 받았으나, 3년 뒤인 강종 2년(1213)에 세워졌다. 그 동안 송광사 경내에서 몇 차례 자리가 옮겨졌으나 지금은 원래의 위치에 있다. 맨 아래 바닥돌을 제외하고 거의 원형을 그대로 간직하고 있는데 특히 지붕돌의 급격한 전각과 처마의 귀솟음, 둥근 공모양을 하고 있는 몸돌의 모습은 고려 후기의 양식적 특징을 나타내고 있어 주목된다.
송광사 보조국사 감로탑은 지눌의 역사적 위상이나 고려시대 사리탑으로서의 학술성 등으로 보아 가치가 있다.

## 현지 안내문
송광사 16국사 가운데 제1세인 불일 보조국사 지눌스님의 부도탑이다. 보조국사는 1210년(희종 6) 열반하였으며 고려 희종이 '불일 보조국사'란 시호와 '감로탑'이란 탑호를 내렸고 3년 후인 1213년(강종 2년) 음력 4월 10일에 세워졌다.
독특한 형태와 고려 고승의 부도라는 점에서 학술적 가치가 매우 높다.

## 참고 자료
- 순천송광사보조국사감로탑 - 국가유산청 국가유산포털